# Parishes van Antigua en Barbuda
Antigua en Barbuda is een eilandnatie bestaande uit de eilanden Antigua, onderverdeeld in zes parishes, Barbuda en Redonda, zogenaamde dependencies.
| # | Parish       | Hoofdstad    | Opp. (km²) | Inw. (2011) | Kaart                |
| - | ------------ | ------------ | ---------- | ----------- | -------------------- |
| 1 | Saint George | Coolidge     | 24,09      | 8.055       | Parishes van Antigua |
| 2 | Saint John   | Saint John's | 73,81      | 51.737      | Parishes van Antigua |
| 3 | Saint Mary   | Bolands      | 59,05      | 7.341       | Parishes van Antigua |
| 4 | Saint Paul   | Falmouth     | 47,91      | 8.128       | Parishes van Antigua |
| 5 | Saint Peter  | Parham       | 33,15      | 5.325       | Parishes van Antigua |
| 6 | Saint Philip | Freetown     | 44,03      | 3.347       | Parishes van Antigua |
|   | Barbuda      | Codrington   | 160,58     | 1.634       | Parishes van Antigua |
|   | Redonda      | -            | 1,50       | -           | Parishes van Antigua |